# 리관명
리관명(1982년 9월 13일 - , 평양직할시)는 2006년이후에 최명호와 함께 러시아 프리미어리그의 FC 크릴랴 소베토프에서 활동하고 있는 조선민주주의인민공화국의 축구선수이다.
리관명은 안전한 영구계약에 실패해서 클럽의 첫 팀에 데뷔하지 않았고 2007년 9월에 크릴랴 소베토프에서 활동했다. 그는 3경기를 뛰었고 한달동안의 심사에서 한골을 득점하였다.
러시아 클럽에 들기 전에는 그의 출신지인 기관차체육단에서 뛰었다.